# جوهر الشيء (فلسفة)

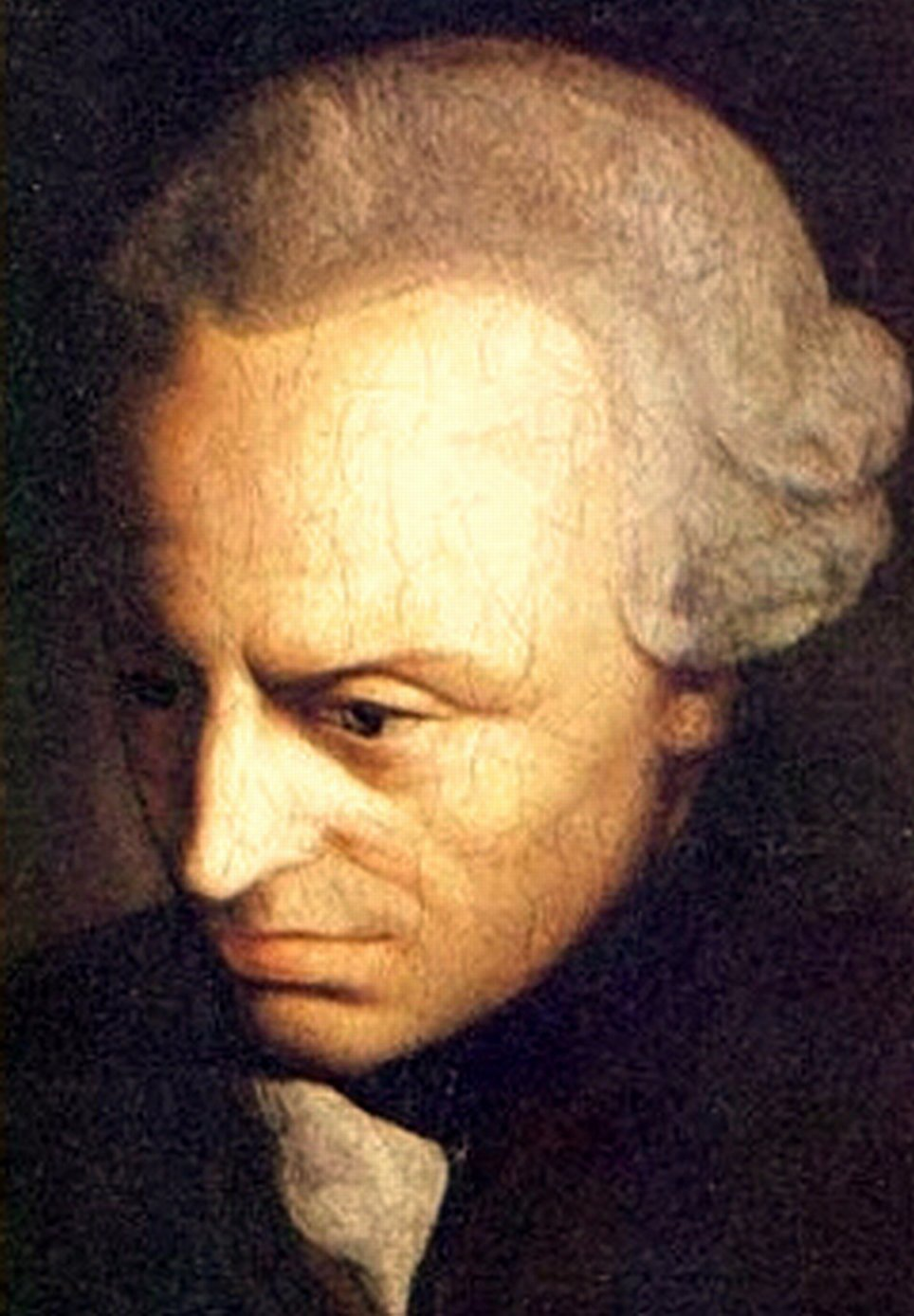
إيمانويل كانت

جوهر الشيء عند بعض الفلاسفة عبارة عن شيء من حيث هو مستقل عن الملاحظة، بخلاف مفهوم الظاهرة. قال الفيلسوف الألماني كانط، إذ نحسب المحسوسات مظاهر، نقر بذلك أن لها أساسا هو جوهر الشيء، على أننا لا نعرف جوهر هذا الشيء إلا بمظاهره أي ما يبلغ حواسنا من هذا الشيء المجهول.